# Reliant Regal
Reliant Regal je britské lehké tříkolové vozidlo vyráběné v letech 1953–1973 společností Reliant Motor Company. Jeho hmotnost je 355 kg. K jeho řízení postačoval ve Velké Británii řidičský průkaz na motocykl.
V průběhu let vznikla různá provedení označená Mark I, Mark II, Mark III, Mark IV, Mark V, Mark VI, 21/E, 3/25 a 3/30.

## Filmová publicita
Tento automobil je ve světle modré verzi znám hlavně ze série o Mr. Beanovi, kdy mu vjede nečekaně do cesty nebo zablokuje jím vyhlédnuté místo na parkovišti. 

## Galerie

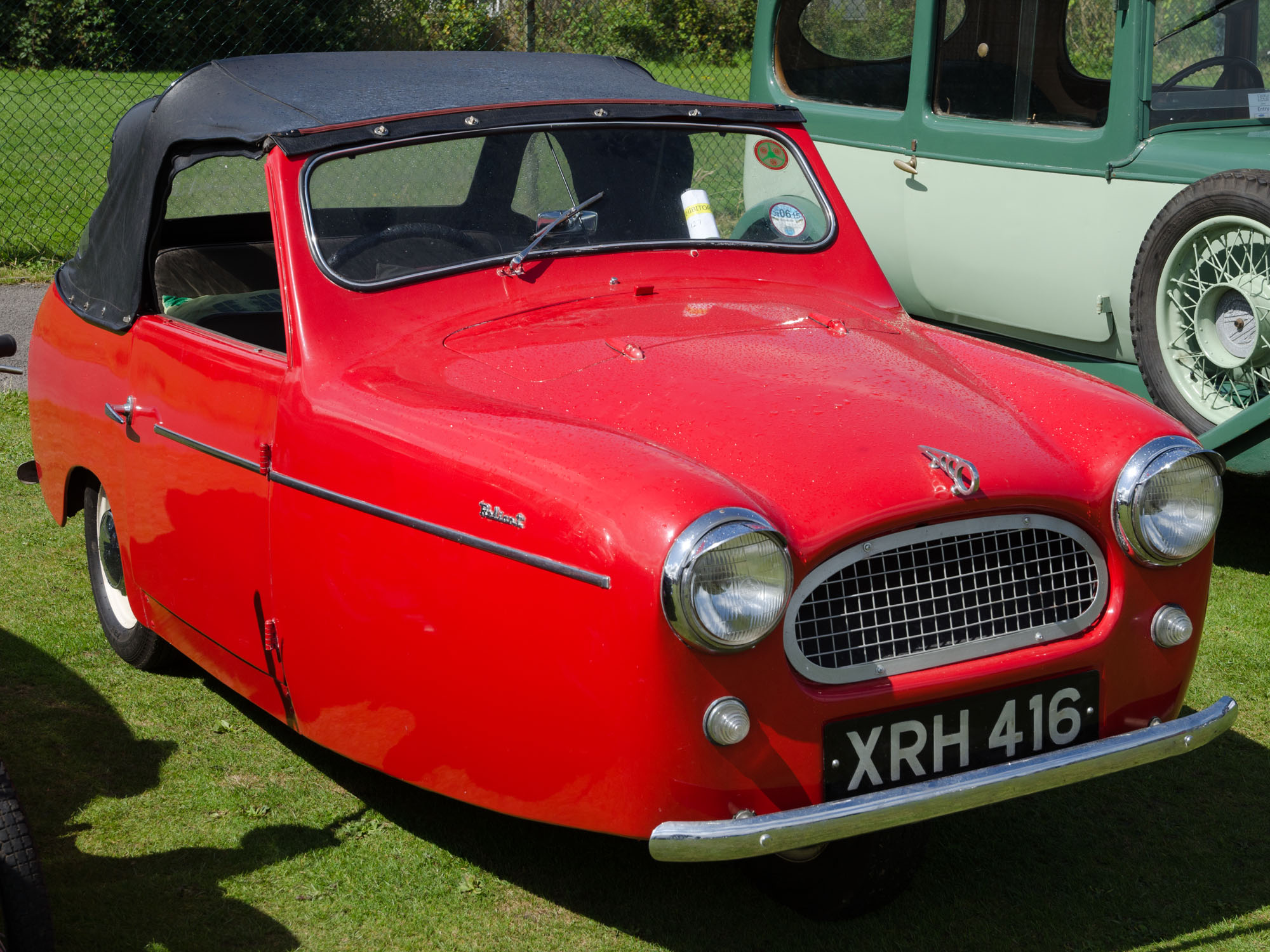
Reliant Regal Mk III Convertible (1956-58)
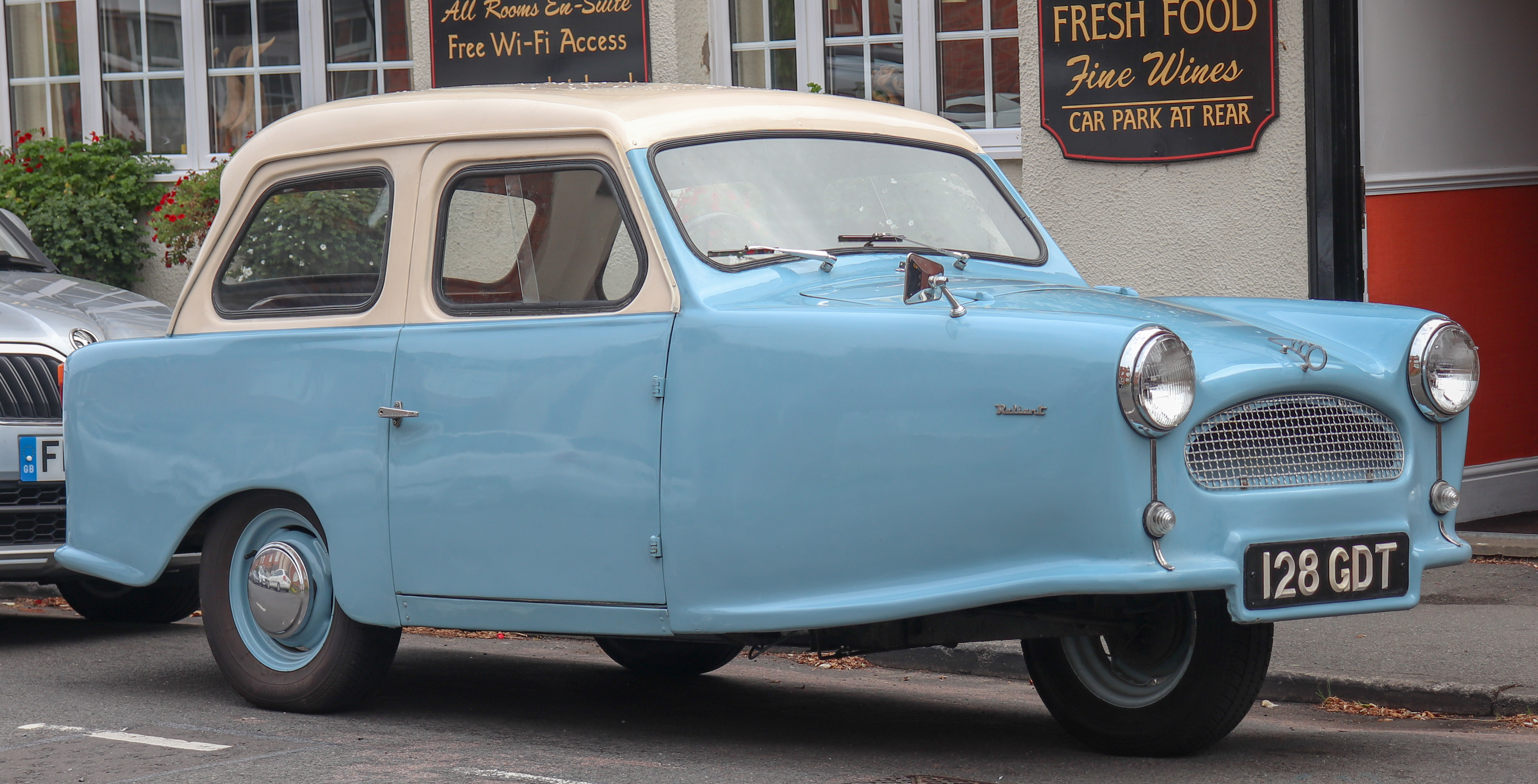
1962 Reliant Regal Mk VI
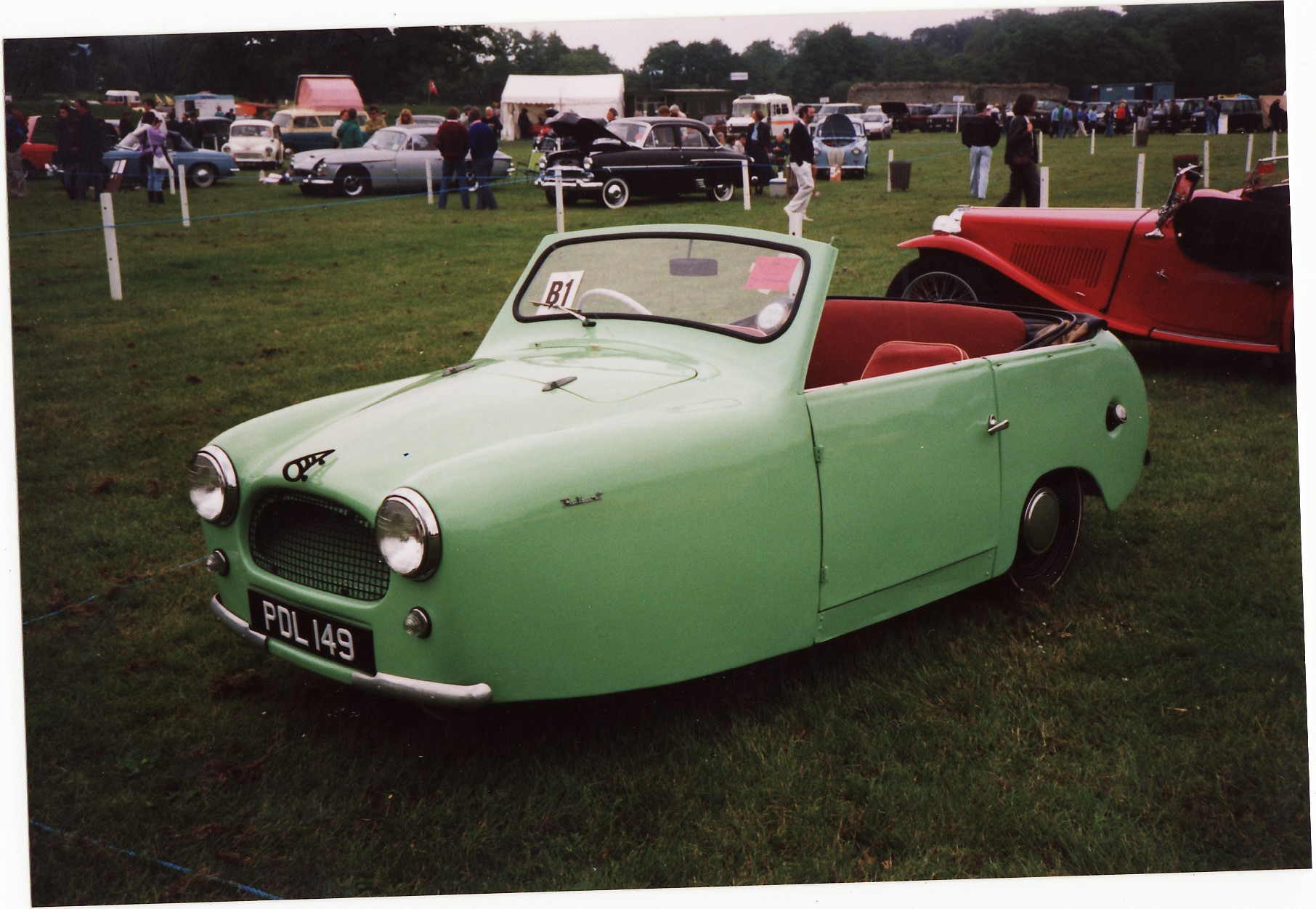
Reliant Regal Drophead model 1957
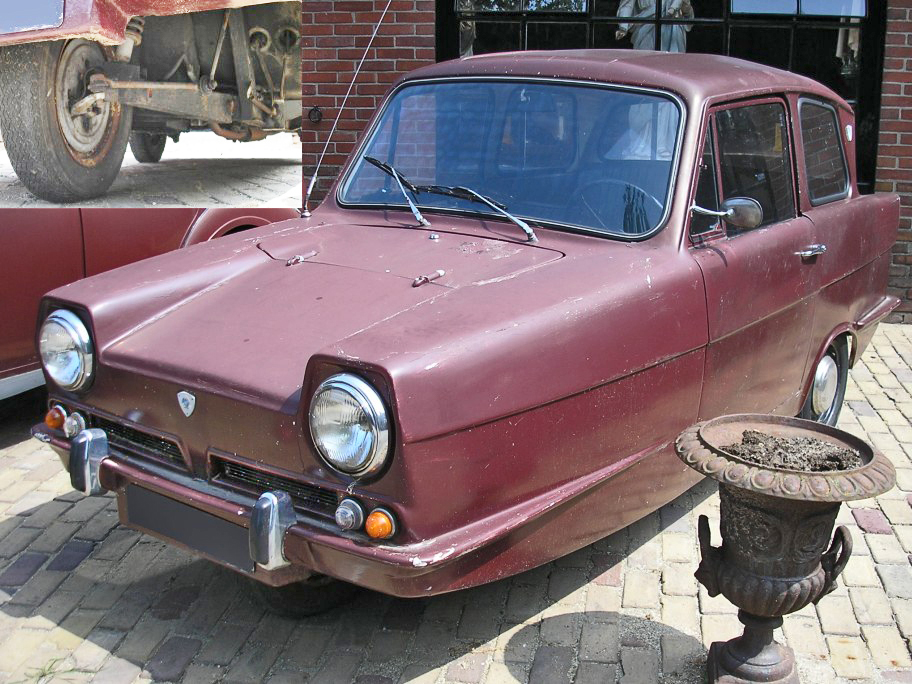
Reliant Regal 3/30 (1962-73)
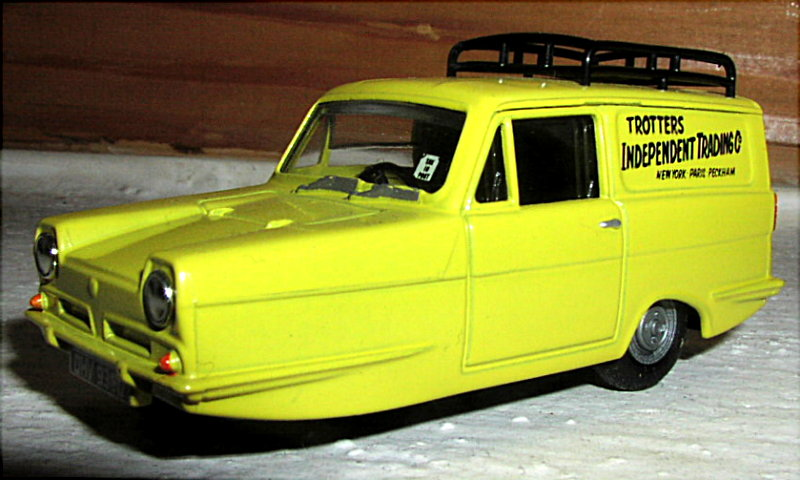
MHV Reliant Regal